# Universiteit van Pennsylvania
De Universiteit van Pennsylvania (University of Pennsylvania), ook wel bekend als UPenn of Penn, is een universiteit in Philadelphia, Pennsylvania (VS). De universiteit behoort tot de Ivy League en geldt als een elite-universiteit.
Een van de meest toonaangevende onderdelen van de universiteit is de Wharton School, een businessschool.
De Universiteit van Pennsylvania is een private university, niet te verwarren met de staatsuniversiteit Pennsylvania State University.